# Коді Драме
Коді Каллум Пієр Драме (англ. Cody Callum Pierre Drameh; народився 8 грудня 2001) — англійський футболіст, правий захисник клубу «Галл Сіті».

## Клубна кар'єра
Уродженець Далича (південний Лондон), Коді є вихованцем футбольної академії «Фулхема». Влітку 2020 року приєднався до молодіжної команди Лідс Юнайтед. 26 жовтня 2021 дебютував в основному складі «Лідса» в матчі четвертого раунду Кубка Англійської футбольної ліги проти «Арсеналу». 31 жовтня 2021 року дебютував у Прем'єр-лізі в матчі проти «Норвіч Сіті».
Наприкінці сезону 2023-24 років «Лідс» запропонував Драме новий контракт. 30 червня 2024 року він покинув клуб після закінчення терміну дії контракту.
23 липня 2024 року Драме приєднався до клубу Чемпіоншипу «Галл Сіті»; він підписав трирічний контракт з правом продовження на четвертий рік.

## Кар'єра у збірній
Виступав за збірні Англії до 18, до 20 років та до 21 року.